# Mario Bolognetti
Mario Bolognetti (Roma, 2 de fevereiro de 1691 - Roma, 12 de fevereiro de 1756) foi um cardeal italiano do século XVIII.

## Biografia
Nasceu em Roma em 2 de fevereiro de 1691. Filho do conde Ferdinando Bolognetti, príncipe de Vicovaro, e de Flavia Theodoli, dos marqueses de San Vito, uma das principais famílias romanas desde o século XVI. Ele também está listado como Marius Bolognettus. Outro cardeal da família foi Alberto Bolognetti (1583). Os Bolognetti eram parentes distantes da Signora Cicilia Bargellini Boncompagni, irmã do Papa Gregório XIII.
Ainda muito jovem ingressou no estado eclesiástico e estudou no Seminário Romano, dirigido pela Companhia de Jesus.
Protonotário apostólico, 2 de janeiro de 1714. Referendário dos Tribunais das Assinaturas da Graça e da Justiça, 13 de janeiro de 1718. Relator da Sagrada Congregação da Sagrada Consulta. Clérigo da Câmara Apostólica, 21 de julho de 1721. Relator da Sagrada Congregação Consistorial, julho de 1721. Vigário de S. Maria na Via Lata, dezembro de 1721. Presidente da Zecca, 1721 a 1730/1731. Presidente delle Ripe, 1723. Governador de Cesi, 1727. Governador delle Terre Arnolfe, 1729. Presidente dos Arquivos, julho de 1730-1733. Prefeito da Annona, 31 de maio de 1732 a 13 de setembro de 1739. Comissário apostólico para o abastecimento das tropas espanholas, abril de 1736. Abade commendatario de S. Firmano, 1737. Tesoureiro geral da Câmara Apostólica, superintendente da frota e prefeito do Castelo Sant'Angelo, Roma, 2 de outubro de 1739.
Criado cardeal-diácono no consistório de 9 de setembro de 1743; recebeu o chapéu vermelho em 12 de setembro de 1743; e a diaconia de Ss. Cosma e Damiano em 23 de setembro de 1743. Recebeu o subdiaconado em 8 de dezembro de 1743; e o diaconato em 13 de dezembro de 1743.
Ordenado em 15 de dezembro de 1743. Optou pela diaconia de S. Nicola em Carcere Tulliano, em 15 de maio de 1747. Legado em Romandiola, em 22 de julho de 1750; entrou em sua legação em 7 de julho de 1751; deixou de ser legado em dezembro de 1754. Optou pela diaconia de S. Maria ad Martyres (della Rotonda), em 1º de fevereiro de 1751.
Morreu em Roma em 12 de fevereiro de 1756, de grave catarro peitoral. Exposto na igreja de S. Marcello na Via Lata, Roma, onde ocorreu a capella papalis em 14 de fevereiro de 1756; transportado privadamente e sepultado no túmulo de sua família na igreja agostiniana descalça de Gesù e Maria al Corso, em Roma, sem qualquer memorial fúnebre.